# Lilla Per-Håksen
Lilla Per-Håksen är en sjö i Hällefors kommun i Västmanland och ingår i Göta älvs huvudavrinningsområde.